# خوزه کوبوس (بازیکن فوتبال)
خوزه کوبوس (انگلیسی: José Cobos؛ زادهٔ ۲۳ آوریل ۱۹۶۸) بازیکن فوتبال اهل فرانسه است.
از باشگاه‌هایی که در آن بازی کرده‌است می‌توان به باشگاه فوتبال اسپانیول، باشگاه فوتبال استراسبورگ، باشگاه فوتبال تولوز، باشگاه فوتبال پاری سن ژرمن، و باشگاه فوتبال نیس اشاره کرد.